# 曾根孫六
曾根 孫六（そね まごろく、生没年不詳）は、安土桃山時代の人物。加藤清正の家臣。越中出身で、孫六、孫七、孫八の三兄弟は「加藤家の三孫」と呼ばれて川潜りの名人とされた。肥後の治水など郷土史にも登場するが、講談に登場する逸話で有名である。

## 人物（講談による）
文禄元年、文禄の役に加藤清正は出征したが、釜山を発して、忠州から朝鮮の王城に向かう途中、漢江という大河があり、こちら側の龍津の川辺には船が一艘もなく、対岸には多数の船があるように見えたが、兵を渡すことはできず、当惑していたところ、岸左助というものが対岸にいって偵察しようと泳ぎだしたが、急流で途中で引き返してきた。
曾根孫六は18歳であったが、越中礪波の川辺育ちで水泳の心得があったので、一命を賭けて対岸から船を持ち来ようと願い出て、許されて遂に船一艘を持ち帰り、この船に人々が乗り行き、またも多数の船を得て、全軍を渡すことができたので、清正は喜び、孫六に250石の知行と馬具を賞与した。
また、孫六が率先して泳ぎだし、続いて鍋島氏の家臣内藤用之助をはじめ人々が泳ぎだし、押し流された者もあったが、7、8人泳ぎ着き、船を持ち帰ったとも、小西行長が清正と先陣争いの遺恨により行長が清正よりも先に回って川を渡ることができないよう渡舟の妨害をしたともいう。